# Луговой (Чучковский район)
Луговой — поселок в Чучковском районе Рязанской области. Входит в состав Пертовского сельского поселения.

## История
В 1966 г. указом президиума ВС РСФСР поселок Первомайского отделения совхоза «Петровский» переименован в Луговой.

## Население
| 1981 | 2010 |
| ---- | ---- |
| 30   | ↗87  |